# Université de Bangor
L'université de Bangor (gallois : Prifysgol Bangor) est une université basée dans la ville de Bangor dans le comté de Gwynedd en Galles du Nord.
L'université occupe une part importante de la ville et a également certains ministères à Wrexham. L'un des avantages de l'université est sa situation entre Snowdonia et l'île d'Anglesey.

## Personnalités liées à l'université

### Étudiants
- Danny Boyle, producteur et réalisateur britannique
- Paul Bérenger,  homme politique mauricien et ancien Premier ministre de la république de Maurice
- Frances Barber, actrice
- Bill Fay, chanteur/musicien
- Angèle Kingué, femme de lettres camerounaise
- John Sessions, acteur (de son vrai nom John Marshall)
- Roger Whittaker, musicien
- Rosa Lee, mathématicienne britannique
- Meave Leakey, paléoanthropologue